# 75 Dollar Bill
75 Dollar Bill è un duo musicale formatosi a New York nel 2012.

## Storia
I suoi membri sono Che Chen (chitarra), ex dei True Primes, e Rick Brown (batteria), ex dei V-Effect e Curlew. Sasha Frere-Jones ha descritto la loro musica come una dimostrazione di "un certo tipo di pienezza formale e libertà tecnica", che secondo lui ha contribuito a introdurre il jazz a una nuova generazione. Altri critici hanno notato che la loro musica mostra segni di influenze mauritane, perché Chen ha studiato musica moresca in Mauritania con Jheich Ould Chighaly nel 2013  . Il loro primo album completo, Wooden Bag, è stato pubblicato nel 2015 dalla Other Music Recording Company. Il loro secondo album, Wood/Metal/Plastic/Pattern/Rhythm/Rock, è stato pubblicato nel 2016 per l'etichetta Thin Wrist con sede a Los Angeles.
Per il loro album del 2019, I Was Real, si sono espansi fino a includere un ensemble più ampio di musicisti, che il The Guardian ha descritto come "aggiungendo ancora più profondità ai loro groove avvincenti e senza luogo". The Wire ha nominato I Was Real l'album numero uno nella lista di fine anno del 2019. Da allora hanno autoprodotto una serie di registrazioni dal vivo attraverso Bandcamp, tra cui Power Failures e la serie Social Music at Troost.

## Discografia
- 2015 - Wooden Bag
- 2016 - Wood/Metal/Plastic/Pattern/Rhythm/Rock
- 2019 - I Was Real (2019, Thin Wrist)[8]
- 2020 - Live at Tubby's